# Виргинская компания

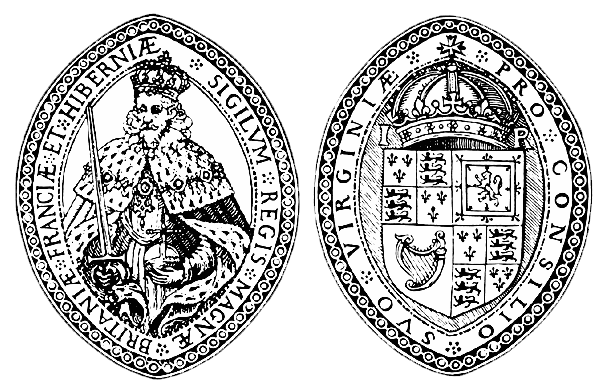
Лицевая и оборотная сторона печати Виргинской компании

Виргинская компания (англ. Virginia Company) — коллективное наименование двух английских акционерных обществ: Лондонской и Плимутской компаний.
Обе компании были основаны при содействии Ричарда Хаклюйта в 1606 году для торговли и колонизации Северной Америки. Лондонская компания получила в собственность земли между 34 и 41 параллелями на берегу Атлантического океана. Территория Плимутской компании располагалась между 38 и 45 параллелями. Лондонцы основали в 1607 году на реке Джеймс колонию Джеймстаун. Плимутцы, чтобы не отстать, основали колонию Попема на реке Кеннебек. В 1609 году Плимутская компания прекратила существование, и все земли перешли в собственность Лондонской компании.
В финансовом отношении компания не была успешной и даже прибегла к лотерее для привлечения нового капитала. Компания утратила патент на владение и управление Виргинией в 1624 году, и территория стала коронной колонией Виргиния. Это произошло в основном в результате резни, устроенной индейцами в Джеймстауне в 1622 году.